# Grímsey
Grímsey és una petita illa a 40 quilòmetres del nord d'Islàndia, situada al cercle polar àrtic, que hi passa. L'illa constituïa un hreppur (municipi), fins que una votació el 2009 va fer que formés part d'Akureyri. La població és, aproximadament, d'unes 60 persones. L'únic assentament és Sandvík.

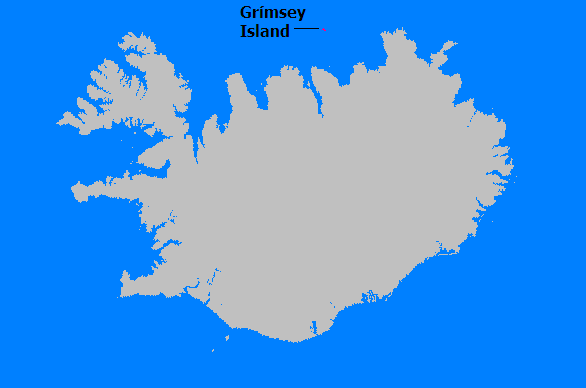
Localització de Grímsey, al nord d'Islàndia.

## Geografia i clima
Grímsey és el territori més septentrional habitat d'Islàndia, només l'illot de Kolbeinsey es troba més al nord, però està deshabitat. La terra més propera és l'illa de Flatey, 39,4 quilòmetres al sud. Hi ha penya-segats a tot arreu de l'illa excepte al litoral sud. Grímsey té una superfície de 5,3 km², amb una elevació màxima de 105 metres.
Tot i la latitud nord, el clima és generalment lleu, a causa del corrent de l'Atlàntic Nord, que porta aigua calenta del Golf de Mèxic. La temperatura màxima que s'ha registrat és de 26 °C, el que equival al de la ciutat de Reykjavík, molt més al sud. Encara que no hi ha arbres, la coberta de l'illa és rica en vegetació, composta per aiguamolls, herba i molsa. L'illa és la llar de moltes aus, especialment frarets.

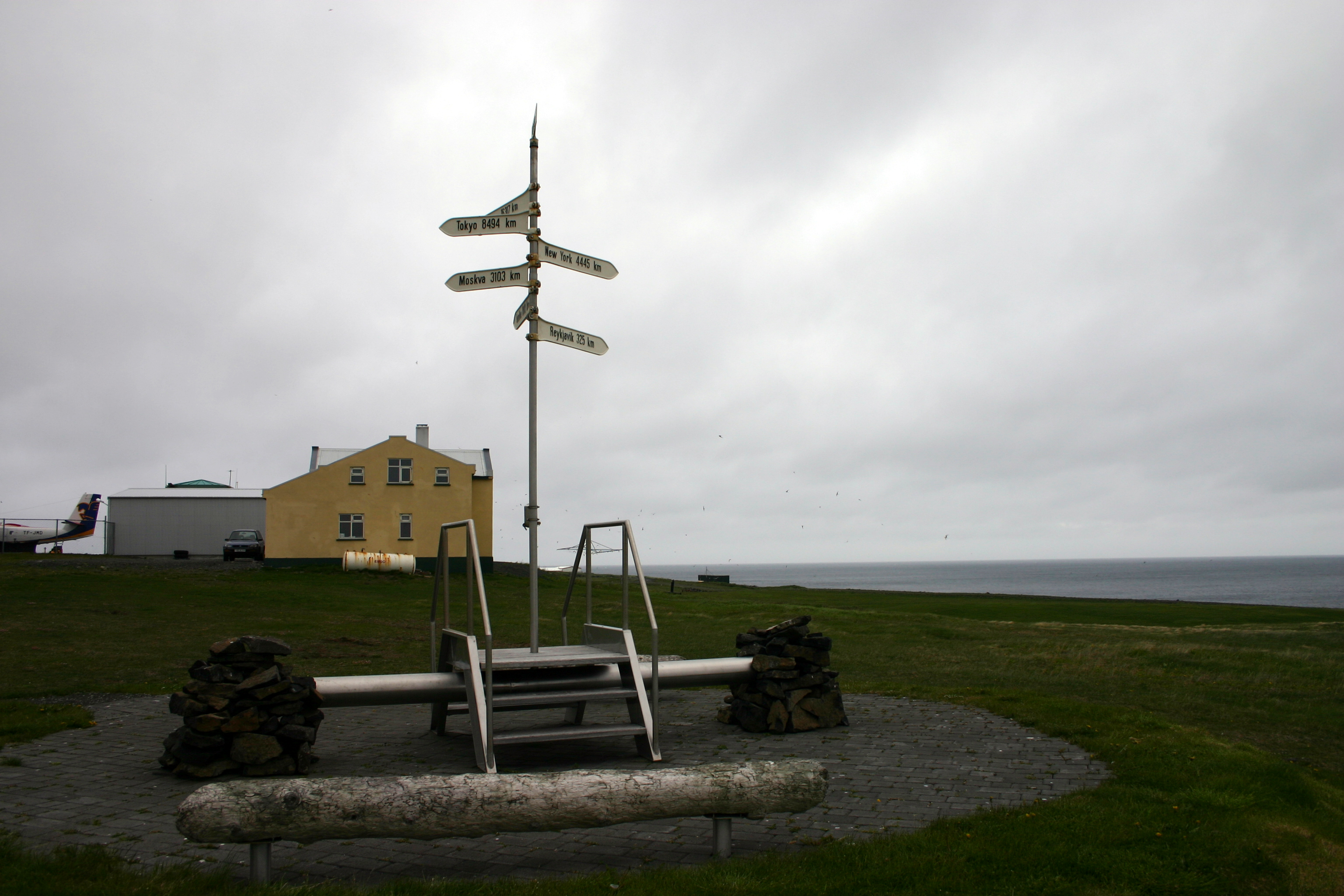
Cercle polar àrtic a Grímsey.

## Economia i societat
L'activitat industrial principal és la pesca comercial. L'agricultura i recollir els ous de les aus marines també són comuns. Grímsey també és un popular destí turístic per als visitants que volen experimentar el cercle polar àrtic. A l'illa hi ha serveis regulars de transbordadors i també d'avions de passatgers des del continent.
L'església de Sandvík és de fusta, i va ésser construïda el 1867 i renovada el 1956. Pertany a la parròquia d'Akureyri.

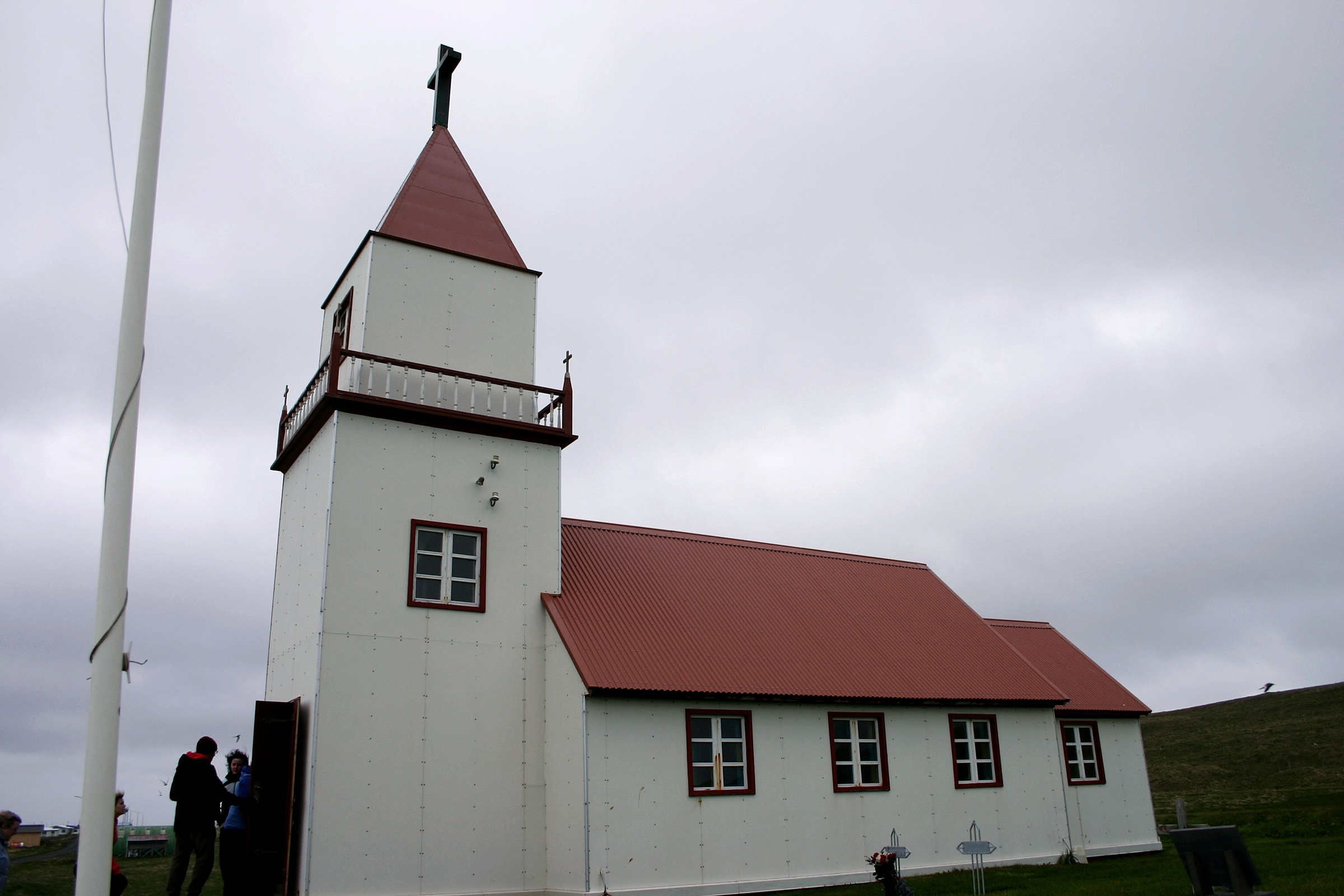
Església de Sandvík.

L'illa també compta amb un centre comunitari i una escola.
Una llegenda local sosté que el cercle polar àrtic passa exactament pel centre del llit del capellà de Grímsey. El fet és que els canvis del cercle uns pocs metres per any han fet passar el cercle més al nord de la casa del capellà.